# Wiktoria Zasada
Wiktoria Zasada (ur. 7 lutego 2002) – polska koszykarka, występująca na pozycjach rozgrywającej, obecnie zawodniczka BC Polkowice.

## Osiągnięcia
Stan na 16 marca 2024, na podstawie, o ile nie zaznaczono inaczej.

### Drużynowe
Seniorek
- Mistrzyni Polski (2024)[2]
- Wicemistrzyni Polski (2020, 2023)[3][4]
- Brązowa medalistka mistrzostw Polski (2021)[5]
- Zdobywczyni Pucharu Polski (2024)[6]
- Finalistka Superpucharu Polski (2020)[7]
- Uczestniczka międzynarodowych rozgrywek:
  - Euroligi (od 2022)
  - Eurocup (od 2021)

Młodzieżowe
- Uczestniczka mistrzostw Polski:
  - juniorek starszych (2016/2017, 2018–2020)
  - juniorek (2016–2020)
  - Polski kadetek (2017/208)